# Фосфатиди
Фосфатидите са биохимични вещества, които се срещат главно в семената на растенията. Те са необходими на растенията за усвояване на веществата в клетките. Без тях протоплазмата не функционира правилно. От химична гледна точка те са естери на глицерина, но в състава им влизат и висши мастни киселини, участва и фосфорната киселина, която при някои от тях се свързва с някой аминоалкохол. В медицината се използват като усилващи средства.